# Nové Švédsko
Nové Švédsko (švédsky Nya Sverige) byla švédská kolonie v Americe na dolním toku řeky Delaware. Dnes patří území Nového Švédska ke státům Delaware, New Jersey a Pensylvánie. Osadníci byli většinou Švédové a Finové, ale také Holanďané a severní Němci. Kolonie existovala od 19. března 1638 do 15. září 1655, kdy se celé jeho území stalo součástí nizozemské kolonie Nové Nizozemí.